# Juho Hyvärinen
Juho Hyvärinen (27 marzo 2000) è un calciatore finlandese, difensore del Rollon Pojat.

## Carriera
Cresciuto nel settore giovanile del RoPS, ha esordito in prima squadra il 27 agosto 2016 disputando l'incontro di Veikkausliiga vinto 3-0 contro il Lahti.

## Statistiche

### Presenze e reti nei club
Statistiche aggiornate al 7 novembre 2021.
| Stagione        | Squadra         | Campionato      | Campionato | Campionato | Coppe nazionali | Coppe nazionali | Coppe nazionali | Coppe continentali | Coppe continentali | Coppe continentali | Altre coppe | Altre coppe | Altre coppe | Totale | Totale |
| Stagione        | Squadra         | Comp            | Pres       | Reti       | Comp            | Pres            | Reti            | Comp               | Pres               | Reti               | Comp        | Pres        | Reti        | Pres   | Reti   |
| --------------- | --------------- | --------------- | ---------- | ---------- | --------------- | --------------- | --------------- | ------------------ | ------------------ | ------------------ | ----------- | ----------- | ----------- | ------ | ------ |
| 2016            | RoPS            | VL              | 1          | 0          | CF+CdL          | 0+2             | 0               |                    | -                  | -                  |             | -           | -           | 3      | 0      |
| 2017            | RoPS            | VL              | 18         | 1          | CF              | 5               | 0               |                    | -                  | -                  |             | -           | -           | 23     | 1      |
| 2018            | RoPS            | VL              | 17         | 1          | CF              | 4               | 0               |                    | -                  | -                  |             | -           | -           | 21     | 1      |
| 2019            | RoPS            | VL              | 26         | 2          | CF              | 5               | 1               | UEL                | 2                  | 0                  |             | -           | -           | 33     | 3      |
| 2020            | RoPS            | VL              | 22         | 1          | CF              | 1               | 0               |                    | -                  | -                  |             | -           | -           | 23     | 1      |
| Totale RoPS     | Totale RoPS     | Totale RoPS     | 85         | 5          |                 | 17              | 1               |                    | 2                  | 0                  |             | -           | -           | 103    | 6      |
| 2021            | Inter Turku     | VL              | 14         | 1          | CF              | 5               | 0               | UECL               | 2                  | 0                  |             | -           | -           | 21     | 1      |
| Totale carriera | Totale carriera | Totale carriera | 98         | 6          |                 | 22              | 1               |                    | 4                  | 0                  |             | -           | -           | 124    | 7      |